# Cratere San Marco
San Marco è un cratere sulla superficie di 25143 Itokawa.